# 杨家山街道
杨家山街道曾是中国安徽省铜陵市铜官山区下辖的一个乡镇级行政单位，于2010年7月撤销。

## 行政区划
撤销前的杨家山街道共辖以下地区：
朝阳社区、杨东社区、鹞山社区、金口岭社居民委员会、露采社区、铜官社区、铜庄社区、杨家山社区、金牛社区、世界花园社区。